# Железники (община)
Община Железники (словен. Občina Železniki) — одна з общин в північно-західній Словенії. Адміністративним центром є місто Железники.

## Населення
У 2010 році в общині проживало 6756 осіб, 3442 чоловіків і 3314 жінок. Чисельність економічно активного населення (за місцем проживання), 2900 осіб. Середня щомісячна чиста заробітна плата одного працівника (EUR), 808,93 (в середньому по Словенії 966.62). Приблизно кожен другий житель у громаді має автомобіль (51 автомобілів на 100 жителів). Середній вік жителів склав 38,9 роки (в середньому по Словенії 41.6).